# Paula Dei Mansi
Paula Dei Mansi era una escriba judía italiana del siglo XIII establecida en Verona. Su padre era Abraham Anau de Verona, y pertenecían a una familia de escribas. Su primera obra conocida es una traducción de la Biblia que incluía sus propias anotaciones.